# Hylesia dispar
Hylesia dispar är en fjärilsart som beskrevs av Hermann Burmeister 1878. Hylesia dispar ingår i släktet Hylesia och familjen påfågelsspinnare. Inga underarter finns listade i Catalogue of Life.